# Ursicinus (legeraanvoerder)
Ursicinus was "(magister equitum)" (aanvoerder van de cavalerie) in het Oost-Romeinse Rijk van ongeveer 349-359.
Vanaf 353 maakte Ammianus Marcellinus in diens hoofdkwartier in Nisibis deel uit van de staf van Ursicinus. Ursicinus werd in 354 uit Nisibis teruggeroepen door de Caesar Constantius Gallus om deel te nemen aan een onderzoek naar verraad in Antiochië.
Toen de magister militum Silvanus in 355 in Gallië in opstand kwam tegen keizer Constantius II, werd Ursicinus door Constantius II met een terugroepbrief naar Silvanus gestuurd. Ursicinus liet Silvanus doden en nam zijn plaats in.
Ursicinus werd in 359 ontslagen na de vernietiging van Amida (het huidige Diyarbakır, nu in Turkije), waarvoor Ursicinus van officiële zijde als schuldige werd aangewezen.
De Romeinse geschiedkundige Ammianus Marcellinus stelde Ursicinus in zijn werken in een zeer gunstig daglicht.

## Voetnoten
1. ↑  (en)  Wallace-Hadrill, A., Ammianus Marcellinus. Ammianus Marcellinus. The Later Roman Empire (AD 354-378) (Het laat Romeinse Rijk (354-378), Harmondsworth, 1986, blz. 486.
2. ↑  Ammianus Marcellinus, Res Gestae, 14.9.1,2; Thompson, E.A., The Historical Work of Ammianus Marcellinus (Het historische werk van Ammianus Marcellinus), Groningen, 1969, blz. 3
3. ↑  (en)  Matthews, J., The Roman Empire of Ammianus (Het Romeinse rijk van Ammianus), Londen, 1989, blz. 34.
4. ↑  Trombley, F., Ammianus Marcellinus and fourth-century warfare: a protector's approach to historical narrative (Ammianus Marcellinus en de vierde-eeuwse oorlogsvoering: een benadering van het historische verhaal door een bescherming), in J.W. Drijvers en D. Hunt, eds. The Late Roman World and its Historian (De laat-Romeinse wereld en haar geschiedkundige), Londen, 1999, blz. 20
5. ↑  Ammianus Marcellinus, Res Gestae 20.2.2-5; Barnes, T.D., Ammianus Marcellinus and the Representation of Historical Reality (Ammianus Marcellinus en de weergave van de historische werkelijkheid), Ithaca en Londen, 1998, blz. 63.